# Antonio Cesti
Pietro Antonio Cesti, indicato anche come Marc'Antonio Cesti (Arezzo, 5 agosto 1623 – Firenze, 14 ottobre 1669), è stato un compositore italiano, principalmente di opere liriche, nonché tenore, organista e maestro di cappella a Innsbruck.
È generalmente riconosciuto come tra i maggiori e celebrati compositori della sua epoca.

## Biografia
Il suo nome di battesimo era Pietro; egli affiancò il nome Antonio successivamente, quando entrò nell'Ordine francescano. Invece il nome Marc'Antonio, frequentemente usato per identificare Cesti, risulta essere errato.
Le notizie che ci giungono sulla formazione musicale di Cesti sono assai scarne e non sicure. Nonostante egli sia stato associato a Venezia, città dove con le sue opere ottenne grandi successi, probabilmente all'età di dieci anni cantava già all'interno del Duomo agli ordini del maestro di cappella don Bartolomeo Ruscelli; nel 1635 cantò in Santa Maria della Pieve sotto la guida di don Cristoforo Santini e due anni dopo vestì l'abito dei conventuali.
Successivamente studiò musica sotto l'insegnamento di Antonio Maria Abbatini, noto compositore d'opere e organista, dapprima a Città di Castello dal 1637 al 1640 e successivamente a Roma dal 1640 al 1645, dove Abbatini fu nominato maestro di cappella a Santa Maria Maggiore; non è da escludere l'ipotesi che sia stato, in questo periodo, anche allievo di Giacomo Carissimi.
Nel frattempo, dopo aver lasciato il coro di voci bianche dove cantò per diversi anni, entrò nel 1637 nell'Ordine francescano e il 10 settembre del 1643 divenne organista della Cattedrale di Volterra. 
Dopo aver servito sempre nella medesima posizione la Basilica di Santa Croce a Firenze per quasi un anno, tornò a Volterra, dove il 27 febbraio 1645 fu confermato magister musices del seminario francescano locale e fu nominato direttore della cappella della cattedrale, posizione che tenne per diversi anni.
Durante questo periodo entrò sotto la protezione della famiglia Medici. Nel 1647 compare per la prima volta nel palcoscenico come cantante in un'opera data per inaugurare il teatro a Siena del principe Mattia de Medici. L'anno successivo aiutò  il fratello Antonio a diventare organista, nonché maestro di cappella (però senza successo), presso la cattedrale di Pisa. In questo periodo, tra il 1645 e il 1648, diventò membro del circolo letterario fiorentino l'Accademia dei Percossi, grazie al quale, attraverso un altro membro, un tale Giulio Maffei, ebbe occasione di conoscere Giovanni Filippo Apolloni e Giacinto Andrea Cicognini, due librettisti che in futuro gli fornirono diversi testi da mettere in musica. Sempre nell'ambito dell'accademia strinse una profonda amicizia con lo scrittore e pittore Salvator Rosa, il quale anch'egli gli diede del materiale per almeno tre cantate che Cesti compose in quegli anni a Volterra.
Il 5 gennaio 1649 è Egeo nella prima assoluta de Il Giasone di Cavalli al Teatro San Cassiano di Venezia.
Normalmente si data il debutto operistico di Antonio Cesti nel 1649 al Teatro dei Santi Apostoli di Venezia con il dramma Orontea . Tuttavia questa notizia risulta errata, in quanto quest'opera risulta essere stata messa in scena per la prima volta ad Innsbruck il 19 febbraio 1656. Il suo primo lavoro teatrale certo fu dunque Alessandro vincitor di se stesso, rappresentato nella città lagunare durante il carnevale del 1651, immediatamente seguito da un altro dramma, Il Cesare amante. Fu in questa città che Cesti diventò immortale e il più stimato compositore dell'epoca. L'anno successivo entrò regolarmente al servizio dell'arciduca Ferdinando Carlo a Innsbruck, dove rimarrà per circa cinque anni. Durante questo periodo mise in scena le sue opere più celebri come L'Argia, rappresentata per celebrare la visita della regina abdicata Cristina di Svezia, e la già citata Orontea.
Nel 1659 soggiornò a Roma dove entrò come "soprannumerario" nella cappella pontificia.
Nel 1661 è il protagonista nella prima assoluta di Ercole in Tebe di Jacopo Melani con Giovanni Francesco Grossi nel Teatro della Pergola di Firenze in occasione del matrimonio del principe Cosimo III con Margherita Luisa d'Orléans.
Nel 1665 si recò presso la corte di Leopoldo I d'Asburgo, dove secondo il Riemann svolse l'incarico di maestro di cappella a corte e due anni dopo, nei teatri viennesi, furono rappresentate le sue opere più celebri, quali Il pomo d'oro. Rientrato a Firenze, grazie alla protezione dei Medici, morì nel 1669, a causa, secondo l'opinione di alcuni biografi, di un avvelenamento.

## Considerazioni sull'artista
Cesti è principalmente conosciuto come compositore d'opere. I suoi lavori teatrali più celebri furono La Dori (Innsbruck, 1657), Il Pomo d'oro (Vienna, 1668) e Orontea (1656). Il Pomo d'oro venne messo in scena per celebrare il matrimonio dell'imperatore Leopoldo I; fu un dramma assai più elaborato delle opere veneziane contemporanee, il quale includeva una grande orchestra, numerosi cori e diversi congegni meccanici, usati per rappresentare situazioni come gli dei che discendevano dal paradiso (deus ex machina), battaglie navali e tempeste. Orontea con le sue 17 riprese nei successivi trent'anni fu una delle opere più allestite nella metà del Seicento. Anche lo scrittore e politico inglese Samuel Pepys possedeva una copia della partitura di questo lavoro.
La Dori ebbe la prima nel 1671 nel rifacimento di Aurelio Aureli al Teatro Tordinona di Roma e nel 1675 nel Palazzo Reale di Napoli.

## Lavori

### Opere
- Alessandro vincitor di se stesso (dramma musicale, libretto di Francesco Sbarra, 1651, Venezia)
- Il Cesare amante (dramma musicale, libretto di Dario Varotari il Giovane, dopo Maiolino Bisaccioni, 1651-2, Venezia; revisionato anche come La Cleopatra, 1654, Innsbruck)
- L'Argia (dramma musicale, libretto di Giovanni Filippo Apolloni, 1655, Innsbruck)
- L'Orontea (dramma musicale, libretto di Giovanni Filippo Apolloni e Giacinto Andrea Cicognini, 1656, Innsbruck)
- La Dori (dramma musicale, libretto di Giovanni Filippo Apolloni, 1657, Innsbruck)
- La magnanimità d'Alessandrio (dramma musicale, libretto di Francesco Sbarra, 1662, Innsbruck)
- Il Tito (melodramma, libretto di Nicolò Beregan, 1666, Teatro Santi Giovanni e Paolo di Venezia)
- Nettunno e Flora festeggianti (dramma musicale per introduttione al gran balletto, libretto di Francesco Sbarra, 1666, Hofburg di Vienna)
- Le disgrazie d'Amore (dramma giocosomorale, libretto di Francesco Sbarra, 1667, Hofburg di Vienna)[6]
- La Semirami (dramma musicale, libretto di Giovanni Andrea Moniglia e Matteo Noris, 1667, Vienna; revisionata come La schiava fortunata, 1674, Modena)
- La Germania esultante (festa a cavallo, libretto di Francesco Sbarra, 1667, Palazzo Augarten di Vienna)
- Il pomo d'oro (festa teatrale, libretto di Francesco Sbarra, 1668, Hofburg di Vienna)

#### Opere dubbie
- Marte placata (componimento scenico per musica, libretto di Giovanni Filippo Apolloni, 1655, Innsbruck)
- Venice cacciatrice (libretto di Francesco Sbarra, 1659, Innsbruck)
- Genserico (1669, Venezia)

### Cantate
- Alme sol vive
- Alpi nevose e dure (I versione)
- Alpi nevose e dure (II versione)
- Amante gigante
- Amanti, io vi disfido
- Aspettate (dubbia)
- Bella Clori
- Cara e dolce libertà (I versione)
- Cara e dolce libertà (II versione)
- Cara e dolce libertà (III versione)
- Chi d'Amor non sa
- Chi del ciel
- Chino la fronte (Disperazione) (testo di G. Lotti)
- Chi non prova
- Chi si fida
- Cor amante
- Del famoso oriente (La madre ebrea)
- Disperato morirò
- E che ne pensi
- E qual misero
- Era l'alba vicina (La corte di Roma) (testo di Salvator Rosa o di Giovanni Filippo Apolloni)
- Era la notte, e l'orme (La strega) (testo di Salvator Rosa)
- Era la notte e muto (I versione)
- Era la notte e muto (II versione)
- Hor son pur solo (testo di Salvator Rosa)
- Il servir
- Insegnatemi
- Io non so
- Io son la primavera (serenata per 5 voci e 4 strumenti, 1662; dubbia)
- Licrime mie
- La dove ode
- L'amoroso veleno (dialogo per 2 voci)
- Languìa già l'alba
- Lasciatemi in pace
- Lasciatemi qui solo
- Lasciate pur
- Lungi dal core
- Mia tiranna
- Misero cor
- Nel ricercar
- Non disperi
- Non si parli (I versione)
- Non si parli (II versione)
- O barbara sorte
- O dell'anima mia
- O questo (I versione)
- O questo (II versione)
- Partitevi respiri
- Per l'ampio mar
- Per sentier (Disperato avveduto
- Piangete un dì (Lamento d'amante) (I versione; testo di Giovanni Filippo Apolloni)
- Piangete un dì (Lamento d'amante) (II versione; testo di Giovanni Filippo Apolloni)
- Potrebb'essere
- Pose in fronte
- Pria ch'adori (I versione; canzonetta amorosa morale, testo di Giovanni Lotti)
- Pria ch'adori (II versione; canzonetta amorosa morale, testo di Giovanni Lotti)
- Pria ch'adori (III versione; canzonetta amorosa morale, testo di Giovanni Lotti)
- Quante volte
- Quanto è dolce
- Ricòrdati mio core (dubbia)
- Rimbombava d'intorno (Lamento di Niobe) (I versione; testo di Giovanni Filippo Apolloni)
- Rimbombava d'intorno (Lamento di Niobe) (II versione; testo di Giovanni Filippo Apolloni)
- Rimbombava d'intorno (Lamento di Niobe) (III versione; testo di Giovanni Filippo Apolloni)
- Sensi voi (I versione; testo di Salvator Rosa)
- Sensi voi (II versione; testo di Salvator Rosa)